# Horst Arndt
Horst Arndt (n. 19 septembrie 1934, Königsberg, Statul Liber Prusia⁠(d), Germania Nazistă – d. 18 octombrie 2014, Taunusstein, Hessa, Germania) a fost un canotor german, medaliat olimpic. A participat la o ediție a Jocurilor Olimpice (1956) în care a câștigat o medalie de argint.

## Participări
Lista de mai jos prezintă principalele competiții la care a participat Horst Arndt de-a lungul carierei.
- rowing at the 1956 Summer Olympics – men's coxed pair[*][4]